# Трансформативные произведения
Согласно закону Об авторском праве США, к трансформативным произведениям относятся некоторые производные произведения, в основе которых лежат некоторые другие авторские произведения. Использование трансформативных произведений может быть правомерным, несмотря на кажущееся нарушение авторских прав.
Американские суды, разбирая иски по защите авторских прав для трансформативных произведений, до середины XIX в. опирались прецеденты в британских судах («Остин против Кейва» (1739), «Гайлс против Уилкокса» (1741) и др.) даже после появления в США собственного Закона об авторском праве.
Трансформативность является решающим фактором при правовом анализе производных произведений. Результаты анализа часто основываются на принятом Верховным судом в 1994 году решении относительно компании «Campbell v. Acuff-Rose Music, Inc». Суд оправдал использование трансформативного пародийного произведения, пояснив, что в таком произведении читатели, слушатели и зрители получают новую информацию.
Трансформативные работы используют заимствованный материал в отличных от оригинала целях и не наносят автору оригинальной работы существенного ущерба на рынке.
Трансформативное произведение может включать критику цитируемой работы, давая ей характеристику, может включать в себя пародии, эстетические декларации и бесчисленное множество других применений. Примером является визуальная пародия Марселя Дюшана на картину" Леонардо да Винчи «Мона Лиза», известная как Мона Лиза с усами с минимумом добавленного материала.
Пародийные производные работы, основанные на пародии Дюшана показаны в разных сайтах ссылки на сайты Архивная копия от 19 июня 2009 на Wayback Machine. Трансформативные произведения на пародии также имеют различный авторский смысл.

## Описание
Понятие транформативности разработано в отношении добросовестного использования традиционных работ. К ним относятся переводы литературных произведений, переложения музыкальных произведений, а также изменениями живописных работ. .
Новые использования трансформативных произведений отмечаются в интернете. Так компания Google копирует большие тексты работ, чтобы оцифровывать их для занесения в базу данных своего поисковика. В дальнейшем пользователи по ключевым словам находят авторские тексты. Компания Google, создавая цифровые копии, предоставляют бесплатные услуги поиска информации. Google делает цифровое сканирование книг, выписки машиночитаемых текстов, создается индекс машиносчитываемого текста для каждой книги. Начиная с 2004 года, компания Google сканировала и создавала копии более 20 миллионов книг, в том числе авторских произведений и произведений, находящихся в общественном достоянии.
Поисковая система также делает возможными новые формы исследований, известных как «анализ текстов» и «интеллектуальный анализ данных.» Программы предоставляют статистическую информацию пользователям Интернета о частоте использования слова, букв и выражений на протяжении веков. Этот инструмент позволяет пользователям изучать изменение интереса к конкретной теме с течением времени, показывать увеличивается и уменьшается частота упоминания текста в разное время.
Возможность пользователям получить фрагменты книги с помощью функции поиска не заменяет оригинальность книги и не лишает автора рынка её сбыта и суммарных авторских доходов.

## Всплывающие окна
Использование всплывающих окон с рекламой, в которых есть сторонние рекламные объявления, изменяет внешний вид веб страницы может представлять более сложные для авторства вопросы. С одной стороны, всплывающие окна предоставляют общественности дополнительную информацию для принятии решения о покупке (особенно в форме сравнения цен). с другой стороны, они отрицательно сказываются на веб-странице владельца, его заинтересованности в целостности своей веб-страницы и её инвестиционном интересе. Поиск баланса интересов в этой проблеме имеет судебную перспективу.

## Фотографии скульптур
25 февраля 2010 года Федеральный апелляционный суд США по федеральному округу вынес решение 2-1, что скульптор Фрэнк Гейлорд, скульптор части Мемориала ветеранам корейской войны, имеет право на компенсацию, поскольку изображение мемориала был использован на 37 центовой почтовой марке США, потому что он не подписал отказ от своих прав интеллектуальной собственности права на скульптуру, когда она была возведена. Апелляционный суд прав, что имело определяющее значение.